# Гела Дуе
Гела Махо Льюїс Дуе́ (фр. Guéla Maho Lewis Doué; нар. 17 жовтня 2002, Анже) — івуарійський футболіст, захисник французького клубу «Страсбур» і збірної Кот-д'Івуару.

## Клубна кар'єра

### «Ренн»
Вихованець футбольної академії клубу «Ренн», до якої приєднався у віці 8 років. У сезону 2020–21 почав виступати за резервну команду клубу в Національному чемпіонаті 3.
18 листопада 2021 року підписав з «Ренном» свій перший професіональний контракт. Сезон 2021–22 також розпочав у резервній команді «Ренна», але отримав травму, через яку не грав до травня 2022 року, втім у підсумку допоміг клубу здобути підвищення до Національного чемпіонату 2.
17 січня 2023 року продовжив контракт з клубом до 2025 року. Дебютував за основний склад «Ренна», 1 лютого 2023 року, в матчі Ліги 1 проти «Страсбура», вийшовши на заміну своєму брату.
1 жовтня 2023 року в поєдинку проти «Нанта» відзначився першою результативною передачею в Лізі 1. 5 жовтня дебютував в єврокубках, вийшовши в стартовому складі в матчі Ліги Європи УЄФА проти «Вільярреала». 12 листопада в матчі Ліги 1 проти «Ліона» за фол на Ніколасі Тальяфіко на 5-й хвилині гри отримав пряму червону картку і перше вилучення у своїй кар'єрі.

### «Страсбур»
26 липня 2024 року перейшов в «Страсбур», підписавши п'ятирічний контракт. Сума трансферу становила 6,5 млн євро, а ще 2 млн євро передбачені у вигляді бонусів. 17 серпня дебютував за «Страсбур» в матчі Ліги 1 проти «Монпельє», вийшовши в стартовому складі. 9 листопада 2024 року в поєдинку Ліги 1 проти «Монако» забив свій перший гол за «Страсбур».

## Кар'єра в збірній
У березні 2023 року отримав виклик до олімпійської збірної Кот-д'Івуару для участі в товариських матчах проти збірних Марокко, Узбекистану та Того. 24 березня дебютував у поєдинку з Узбекистаном, вийшовши в стартовому складі з капітанською пов'язкою. 
11 березня 2024 року вперше викликаний до збірної Кот-д'Івуару головним тренером Емерсом Фае для участі в товариських матчах проти збірних Беніну та Уругваю. 23 березня дебютував за збірну Кот-д'Івуару в поєдинку з Беніном, вийшовши на заміну Жан-Філіппу Крассо. В наступному матчі проти Уругваю, 26 березня, відзначився своїм першим забитим голом за збірну Кот-д'Івуару, який приніс перемогу команді (2–1).

## Особисте життя
Народився у Франції в родині івуарійців. Його молодший брат — Дезіре, також професіональний футболіст і виступає за «Парі Сен-Жермен» і збірну Франції.

## Статистика виступів

### Клубна статистика
Станом на 3 травня 2025 
| Клуб              | Сезон             | Чемпіонат         | Чемпіонат | Чемпіонат | Кубок | Кубок | Єврокубки | Єврокубки | Інші  | Інші | Всього | Всього |
| Клуб              | Сезон             | Дивізіон          | Матчі     | Голи      | Матчі | Голи  | Матчі     | Голи      | Матчі | Голи | Матчі  | Голи   |
| ----------------- | ----------------- | ----------------- | --------- | --------- | ----- | ----- | --------- | --------- | ----- | ---- | ------ | ------ |
| Ренн Б            | 2020–21           | Насьйональ 3      | 3         | 0         | —     | —     | —         | —         | —     | —    | 3      | 0      |
| Ренн Б            | 2021–22           | Насьйональ 3      | 3         | 0         | —     | —     | —         | —         | —     | —    | 3      | 0      |
| Ренн Б            | 2022–23           | Насьйональ 2      | 12        | 0         | —     | —     | —         | —         | —     | —    | 12     | 0      |
| Ренн Б            | 2023–24           | Насьйональ 3      | 2         | 0         | —     | —     | —         | —         | —     | —    | 2      | 0      |
| Ренн Б            | Всього            | Всього            | 20        | 0         | 0     | 0     | 0         | 0         | 0     | 0    | 20     | 0      |
| Ренн              | 2022–23           | Ліга 1            | 2         | 0         | 0     | 0     | 0         | 0         | —     | —    | 2      | 0      |
| Ренн              | 2023–24           | Ліга 1            | 24        | 0         | 5     | 0     | 4         | 0         | —     | —    | 33     | 0      |
| Ренн              | Всього            | Всього            | 26        | 0         | 5     | 0     | 4         | 0         | 0     | 0    | 35     | 0      |
| Страсбур          | 2024–25           | Ліга 1            | 30        | 1         | 2     | 0     | 0         | 0         | —     | —    | 32     | 1      |
| Всього за кар'єру | Всього за кар'єру | Всього за кар'єру | 76        | 1         | 7     | 0     | 4         | 0         | 0     | 0    | 87     | 1      |

1. ↑  Матчі в Лізі Європи УЄФА

### Міжнародна статистика
Станом на 21 березня 2025 
| Збірна            | Сезон             | Товариські | Товариські | Офіційні | Офіційні | Всього | Всього |
| Збірна            | Сезон             | Матчі      | Голи       | Матчі    | Голи     | Матчі  | Голи   |
| ----------------- | ----------------- | ---------- | ---------- | -------- | -------- | ------ | ------ |
| Кот-д'Івуар       |                   |            |            |          |          |        |        |
| 2024              | 2                 | 1          | 5          | 0        | 7        | 1      |        |
| 2025              | 0                 | 0          | 1          | 0        | 1        | 0      |        |
| Всього за кар'єру | Всього за кар'єру | 2          | 1          | 6        | 0        | 8      | 1      |

### Матчі за збірну
Станом на 21 березня 2025 
| Матчі Гели Дуе за збірну Кот-д'Івуару | Матчі Гели Дуе за збірну Кот-д'Івуару | Матчі Гели Дуе за збірну Кот-д'Івуару | Матчі Гели Дуе за збірну Кот-д'Івуару | Матчі Гели Дуе за збірну Кот-д'Івуару | Матчі Гели Дуе за збірну Кот-д'Івуару | Матчі Гели Дуе за збірну Кот-д'Івуару | Матчі Гели Дуе за збірну Кот-д'Івуару |
| №                                     | Дата                                  | Суперник                              | Рахунок                               | Голи                                  | Картки                                | Хвилини                               | Змагання                              |
| ------------------------------------- | ------------------------------------- | ------------------------------------- | ------------------------------------- | ------------------------------------- | ------------------------------------- | ------------------------------------- | ------------------------------------- |
| 1                                     | 23 березня 2024                       | Бенін                                 | 2–2                                   |                                       |                                       | 27'                                   | Товариський матч                      |
| 2                                     | 26 березня 2024                       | Уругвай                               | 2–1                                   | 1                                     |                                       | 7'                                    | Товариський матч                      |
| 3                                     | 6 вересня 2024                        | Замбія                                | 2–0                                   |                                       |                                       | 10'                                   | Відбіркові матчі КАН-2025             |
| 4                                     | 10 вересня 2024                       | Чад                                   | 2–0                                   |                                       |                                       | 15'                                   | Відбіркові матчі КАН-2025             |
| 5                                     | 11 жовтня 2024                        | Сьєрра-Леоне                          | 4–1                                   |                                       |                                       | 12'                                   | Відбіркові матчі КАН-2025             |
| 6                                     | 15 жовтня 2024                        | Сьєрра-Леоне                          | 0–1                                   |                                       |                                       | 90'                                   | Відбіркові матчі КАН-2025             |
| 7                                     | 19 листопада 2024                     | Чад                                   | 4–0                                   |                                       |                                       | 90'                                   | Відбіркові матчі КАН-2025             |
| 8                                     | 21 березня 2024                       | Буркіна-Фасо                          | 1–0                                   |                                       |                                       | 90'                                   | Відбіркові матчі ЧС-2026              |

Всього: 8 матчів / 1 гол; 6 перемог, 1 нічия, 1 поразка.